# Electrologica X8
Electrologica X8 (або EL X8) — цифрова електронна обчислювальна машина, що виготовлялася у Нідерландах фірмою Electrologica у 1964-1968-х роках. Комп'ютер був розвитком моделі Electrologica X1.
Як і попередня модель X1, система X8 мала феритову пам'ять, 27-розрядне машинне слово, і вторинну пам'ять на основі магнітного барабану. Розрядність адреси пам'яті збільшилася з 15 до 18 біт, тому максимально адресований об'єм пам'яті (теоретичний) був 256 кілослів. Операції вводу-виводу здійснювалися окремим периферійним процесором, що називався CHARON (нід. Centraal Hulporgaan Autonome Regeling Overdracht Nevenapparatuur, англ. Central Coprocessor Autonomous Regulation Transfer Peripherals). З інших особливостей слід відзначити наявність до 48 каналів вводу-виводу, призначених для пристроїв з низькою швидкістю обміну (зчитувачі і перфоратори паперових стрічок, плоттери і принтери).
На відміну від X1, арифметичний блок X8 містив підтримку чисел і операцій з рухомою комою, розрядність мантиси складала 41 біт, а експоненти — 12 біт (біт знаку мантиси дублювався, тому загальна розрядність чисел з рухомою комою складала 53 біти).
Система X8 примітна тим, що саме вона була апаратною платформою для операційної системи THE, створеної Едсгером Дейкстрою. Ця операційна система використовувала, зокрема, винайдені Дейкстрою семафори — їх реалізація була уможливлена спеціальною інструкцією процесора машини. Семафори використовувалися не лише для синхронізації задач всередині ОС, а також у механізмі запит-відповідь співпроцесора вводу-виводу